# Luis Miguel Martín
Luis Miguel Martín (Luis Miguel Martín Berlanas; * 11. Januar 1972 in Madrid) ist ein ehemaliger spanischer Hindernisläufer.
Der ehemalige Mittelstreckenläufer wechselte 1998 auf die 3000-Meter-Hindernisstrecke und wurde auf Anhieb iberoamerikanischer Meister und Vierter bei den Leichtathletik-Europameisterschaften in Budapest. Im Jahr darauf stellte er mit 8:11,18 min seinen ersten von insgesamt vier nationalen Rekorden auf, scheiterte aber bei den Leichtathletik-Weltmeisterschaften in Sevilla im Vorlauf.
2000 wurde er spanischer Meister und Fünfter bei den Olympischen Spielen in Sydney. Im Jahr darauf wurde er Vierter bei den Weltmeisterschaften in Edmonton, und 2002 gewann er die Bronzemedaille bei den Europameisterschaften in München.
Einem sechsten Platz bei den Weltmeisterschaften 2003 in Paris/Saint-Denis folgte ein fünfter bei den Olympischen Spielen 2004 in Athen und ein elfter bei den Weltmeisterschaften 2005 in Helsinki. Im September 2009 erklärte er seinen Rücktritt vom Leistungssport.
Luis Miguel Martín ist 1,80 m groß und wog zu Wettkampfzeiten 67 kg. Er wurde von Manuel Pascua trainiert und startete seit 2000 für das Team der Firma Nike.

## Persönliche Bestzeiten
- 1500 m: 3:36,11 min, 20. August 2002, San Sebastián
- 3000 m: 7:50,27 min, 25. Juli 2000, Barcelona
- 5000 m: 13:54,35 min, 8. Juni 2002, Sevilla
- 2000 m Hindernis: 5:20,52 min, 14. September 2002, La Laguna
- 3000 m Hindernis: 8:07,44 min, 30. August 2002, Brüssel